# Le Cinema
Le Cinema je bio hrvatski rock sastav osnovan 1985. godine. Svirajući uglavnom obrade punka i novog vala, vrlo brzo su stekli status atrakcije.
1989. izdaju album Rocking At The Party Live na kojem su obradili hitove izvođača poput Johna Lennona i Chucka Berryja te sastava Talking Heads, Ramonesa i drugih.

## Diskografija

### Albumi
- 1989. - Rocking At The Party Live (Suzy)

## Vanjske poveznice
- Discogs.com - diskografija sastava Le Cinema